# Ernsgaden
Ernsgaden est une commune de Bavière (Allemagne), située dans l'arrondissement de Pfaffenhofen an der Ilm, dans le district de Haute-Bavière.